# Colius leucocephalus
El pájaro ratón cabeciblanco (Colius leucocephalus) es una especie de ave coliforme de la familia Coliidae que vive en África oriental.

## Descripción
Mide alrededor de 32 cm de largo, incluida su larga cola, que supone la mitad de su longitud total. Su plumaje es principalmente grisáceo, con un denso y fino listado negro y blanquecino en el cuello, el pecho y el manto. En cambio su penacho y mejillas son de color blanco. Además tiene una lista blanca en la espalda que se hace visible solo cuando está volando. Alrededor del ojo tiene una zona sin plumas de piel oscura. Su pico es blanquecino azulado en la parte superior y blanquecina amarillenta en la inferior. Los juveniles tienen la garganta y el pecho anteados. 

## Distribución y hábitat
Se encuentra en el sur del Cuerno de África y regiones cercanas, distribuido por del sur de Somalia, Kenia, el norte de Tanzania y el extremo sur de Etiopía. Habita en las zonas de matorral árido hasta los 1400 metros de altitud.

## Subespecies
Se reconocen las siguientes subespecies según un orden filogenético de la lista del Congreso Ornitológico Internacional:
- C. leucocephalus turneri Someren, 1919
- C. leucocephalus leucocephalus Reichenow, 1879

La subespecie norteña (C. l. turneri) es más oscura que la del sur (C. l. leucocephalus).